# Endomychidae
Endomychidae Leach, 1815, è una famiglia di Insetti dell'ordine dei Coleotteri (sottordine Polyphaga, superfamiglia Cucujoidea).
Gli adulti hanno un corpo di piccole dimensioni, lungo 2-6 mm, di forma ovoidale, più o meno oblunga e dorsalmente convessa.
Gli Endomichidi sono diffusi nella Regione Paleartica e in quella Neartica e sono associati a funghi o a materiale organico in decomposizione per il loro regime dietetico micetofago.

## Sistematica
La famiglia si suddivide nelle seguenti sottofamiglie:
- Anamorphinae Strohecker, 1953
- Danascelinae Tomaszewska, 2000
- Endomychinae Leach, 1815
- Epipocinae Gorham, 1873
- Eupsilobiinae Casey, 1895
- Leiestinae Thomson, 1863
- Lycoperdininae Bromhead, 1838
- Merophysiinae Seidlitz, 1872
- Mycetaeinae Jacquelin du Val, 1857
- Pleganophorinae Jacquelin du Val, 1858
- Stenotarsinae Chapuis, 1876
- Xenomycetinae Strohecker, 1962